# Inspelningsstudio

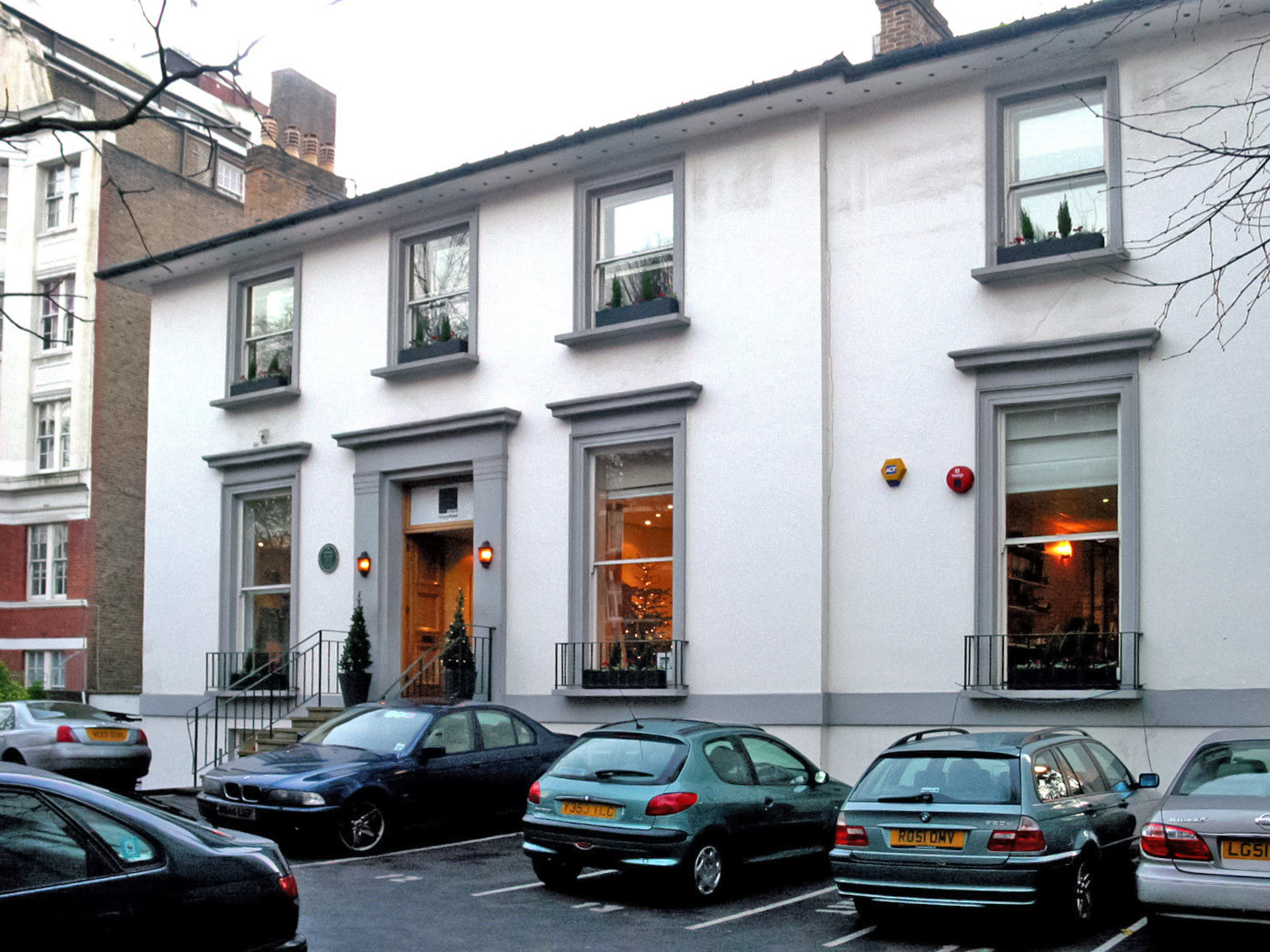
Abbey Road Studios i London.

Inspelningsstudio vid Instituto Tecnológico y de Estudios Superiores de Monterrey.

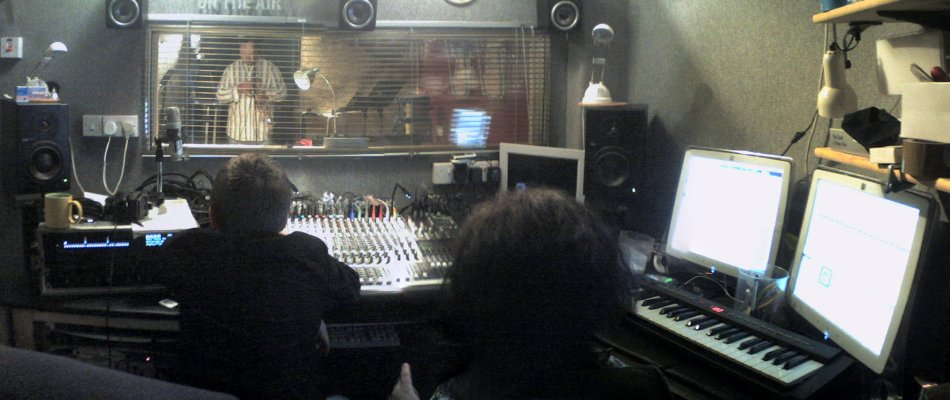
Inspelningsstudio i USA.

En inspelningsstudio är en lokal där man spelar in ljud. Oftast åsyftas musikinstrument och sång och en vanlig synonym är musikstudio, men den kan också vara för till exempel tal och radiojinglar.
Studion består vanligen av flera rum med anpassad akustik för inspelning av sång, trummor och andra instrument, ett mixerrum, samt andra faciliteter. Normalt består studion av ett kontrollrum, vilket är det rum där mixerbordet finns och ljudtekniker sitter och lyssnar på det material som spelas in, samt ett inspelningsrum, vilket är det rum där framförandet sker, ofta med en genomskinlig glasvägg mellan dessa rum. Inspelningsrummen kan ibland vara flera och rummens storlek beror på vad som ska spelas in. Trummor kräver ofta ganska stora inspelningsrum.
Verktyg som används i studion är bland annat mikrofoner, mixerbord och avancerade datorprogram för att kunna reglera inspelningen och ändra ljudets effekter.
Andra moment i ljud- eller musikproduktion, utöver själv inspelningen, som kan utföras i studion är redigering, programmering, mixning och mastering.
Kända inspelningsstudior i Sverige
- Karlaplansstudion, Stockholm (existerade mellan 1945 och 1967)
- Metronome studio, Stockholm
- Theendstudios,Lund
- Polar Studios, Stockholm
- OAL studio, Stockholm
- Soundism, Västerås
- Tambourine Studios, Malmö
- Soundlab Studio, Skärhamn
- GlenDisc Studio, Ystad
- Highwood Sound, Uppsala

Några kända inspelningsstudior i andra länder
- Abbey Road Studios (Storbritannien, The Beatles)
- Hitsville, USA (Detroit, Motown)
- Kling Klang Studio (Tyskland, Kraftwerk)
- Hansa Tonstudio, Tyskland